# Guerre de Ferrare

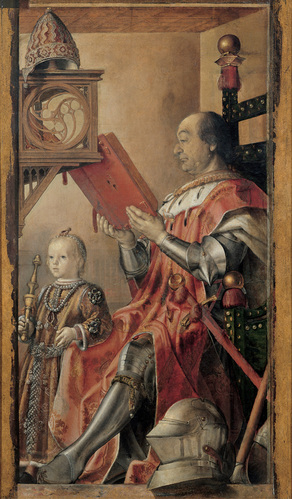
Federico de Montefeltro, commandant des troupes de Ferrare

La guerre de Ferrare ou guerre du sel se déroule de 1482 à 1484 et prend fin avec la paix de Bagnolo, signée le 7 août 1484. Elle oppose Hercule Ier d'Este, duc de Ferrare et son beau-père Ferdinand Ier de Naples à Venise et aux États pontificaux.

## Contexte diplomatique
La paix inattendue survenue en 1480 à la suite des manœuvres diplomatiques de Laurent de Médicis envers le roi Ferdinand Ier de Naples, auparavant très proche du pape, est une source de mécontentement aussi bien du côté vénitien que de celui du pape Sixte IV. Venise dégagée d’un long conflit avec l’Empire ottoman à l'issue du traité de Constantinople en 1479 peut désormais reporter son attention sur la politique péninsulaire italienne.
Le neveu du pape, Girolamo Riario, prend possession de la forteresse stratégique de Forlì en septembre 1480. Dans son désir d’accroître davantage l’emprise territoriale de la famille Della Rovere, il lorgne désormais vers les possessions du duché de Ferrare. Au début de 1482, il convainc Venise de déclarer la guerre à Hercule Ier d’Este, duc de Ferrare. Venise est alors dans une phase d’expansionnisme en terre ferme. Au-delà des conflits habituels sur la possession de forteresses le long des frontières, la république Sérénissime voit ses intérêts terrestres menacés par la Maison d'Este qui, au mépris d’accords commerciaux réservant le commerce du sel à Venise, a commencé à produire du sel à Comacchio.
Venise compte parmi ses alliés les troupes pontificales et celles de Girolamo Riario, seigneur d’Imola et de Forli, la république de Gênes et le marquisat de Montferrat. Les troupes de Ferrare placées sous le commandement de Federico da Montefeltro peuvent compter sur le soutien des troupes de Ferdinand Ier de Naples, commandées par le fils de celui-ci, Alphonse de Calabre. Du côté de Ferrare sont également engagés des contingents fournis par Ludovic le More, duc de Milan et par les seigneurs des deux villes menacées par l’expansionnisme vénitien : Frédéric Ier de Mantoue et Giovanni II Bentivoglio de Bologne.

## Déroulement de la guerre
Les troupes vénitiennes conduites par le condottiere Roberto da Sanseverino attaquent les territoires ferrarrais par le Nord, mettant à sac Adria, prenant rapidement le contrôle de Comacchio, attaquant Argenta au bord des marais salants et assiégeant Ficarolo en mai (capitulation le 29 juin) et Rovigo (capitulation le 17 août). Les vénitiens traversent le Pô et mettent le siège devant les murailles de Ferrare en novembre 1482.
Au sud, les troupes napolitaines, avec le soutien d’une partie de l’oligarchie romaine entraînée par les Colonna, envahissent les États de l’Église et assiègent Rome. Cependant le 21 août 1482, à la bataille de Campo Morto, près de Velletri, Roberto Malatesta défait les troupes napolitaines. Les succès des troupes pontificales dans le Latium sont sérieusement compromis par la mort de Roberto Malatesta le 10 septembre 1482. Sixte IV conclut une paix séparée avec le royaume de Naples et ses alliés en signant une trêve le 28 novembre et un traité de paix le 12 décembre 1482.

## Le Traité de Bagnolo
La guerre prend fin par le traité de Bagnolo, signé le 7 août 1484. Ercole cède le territoire de Rovigo, dans le Polesine, perdu au début du conflit, et Venise retire ses forces d'occupation de  Ferrare. Ercole évite l'annexion de Ferrare, siège des Este, aux États pontificaux.
La paix de Bagnolo permet aux Vénitiens l'élargissement des territoires sur la terre ferme, ils reçoivent  Rovigo et une large bande du delta du Pô qui est très fertile. Cette acquisition marque le point culminant des possessions territoriales vénitiennes et de son influence.